# Webby Award

Logo del Webby Award (2006)

Un Webby Award è un premio internazionale presentato annualmente dall'International Academy of Digital Arts and Sciences (Accademia Internazionale delle Arti e delle Scienze Digitali) per l'eccellenza su Internet con categorie in siti web, pubblicità interattiva, film e video online e sui cellulari.
Due vincitori vengono selezionati in ogni categoria, uno dai membri dell'International Academy of Digital Arts and Sciences, e uno dal pubblico che le persone votano durante la Webby People's Voice (Voce Popolare del Webby).
Il premio è uno dei più vecchi e conosciuti in Internet ed ha finito per essere associato con il termine "L'Oscar di Internet".

## Storia
I Webby Awards furono fondati da Glenn Davis (web design), che li inaugurò sotto il nome di Cool Site Of The Year Award. Il premio fu presentato la prima volta a Hollywood, California, nell'agosto del 1995.
L'International Academy of Digital Arts and Sciences, che seleziona i vincitori dei Webby Awards, fu fondata nel 1998. I membri dell'Accademia sono David Bowie, Martha Stewart, Harvey Weinstein, Arianna Huffington, Matt Groening, Biz Stone, il "padre" di Internet Vint Cerf, il presidente del Virgin Group Richard Branson, e il presidente e amministratore delegato dell'R/GA Bob Greenberg.
Dal 2005, i Webby Awards sono di proprietà della Recognition Media, che gestisce anche i Telly Awards e altri programmi di premi.
Nel 2006, i Webby Awards hanno lanciato nuove categorie onorative per le pubblicità interattive e i film e i video presenti su Internet.
Nel 2007, i Webby Awards hanno lanciato una nuova categoria onorativa per i siti web per cellulari.
Nel 2009, il tredicesimo Webby Awards Annuale ha ricevuto quasi 10,000 voci da tutti i 50 stati e oltre 60 paesi.

## Procedura delle candidature
Migliaia di voci vengono chiamate e presentate, e ciascuna viene valutata dai Membri Associati dell'International Academy of Digital Arts & Sciences. Le voci che ricevono il massimo dei voti nel corso di questo primo turno vengono inclusi in una specifica categoria per essere ulteriormente valutati dai Membri Esecutivi dell'Accademia.
I membri del Comitato Esecutivo dell'Accademia valutano con competenza le diverse specifiche categorie e scelgono i vincitori. PricewaterhouseCoopers annuncia i risultati.
Oltre al premio assegnato in ogni categoria dall'International Academy of Digital Arts and Sciences, un altro vincitore viene selezionato in ogni categoria come determinato dalla votazione popolare durante la Webby People's Voice. I vincitori dei Premi-selezionati e dei Premi-People's Voice vengono invitati ai Webbys.

## Cerimonia
Dal 2005, i Webby Awards vengono presentati a New York City.
I Webby sono famosi per il limite di cinque parole concesso ai vincitori delle categorie, che sono spesso divertenti, anche se alcuni superano il limite. Nel 2005 quando ritirò il Lifetime Achievement Award, le parole del Vice Presidente Al Gore furono "Please don't recount this vote (Per favore non riconteggiate questo voto)." L'introduzione di Vint Cerf fu invece, "We all invented the Internet (Noi tutti abbiamo inventato internet)". Nell 2008, Stephen Colbert gridò “Me. Me. Me. Me. Me" quando ritirò il premio per Webby Person of the Year. Quando ritirò il Best Political Blog Award nel 2008, il discorso di Arianna Huffington fu “President Obama ... Sounds good, right? (Presidente Obama ... Suona bene, vero?)". Nel 2012, quando la cantante islandese Björk ritirò il premio Artist of the Year, le sue parole furono "a, e, i, o, u".  Il primo italiano a salire sul palco, la stessa sera in cui viene premiato David Bowie, è l'artista digitale Giuseppe La Spada nel 2007.